# Lỗ Sơn (xã)
Lỗ Sơn là một xã thuộc huyện Tân Lạc, tỉnh Hòa Bình, Việt Nam.
Xã Lỗ Sơn có diện tích 16,7173 km², dân số năm 2002 là 3182 người, mật độ dân số đạt 190 người/km².
Trên địa bàn xã còn gìn giữ được lễ hội đánh cá vào khoảng tháng 3 hàng năm khi đầu mùa mưa, đây là tập tục truyền thống từ thời phong kiến còn chế độ nhà Lang ở xứ Mường.